# Блейни, Изабелла
Изабелла Уильямс Блейни (англ. Isabella W. Blaney, 1854—1933) — американская суфражистка, принимавшая активное участие в прогрессивной политике, движении за избирательное право женщин в Калифорнии и была делегатом национальных съездов Республиканской и Прогрессивной партий в 1912 году.

## Личная жизнь
Изабелла Уильямс родилась в 1854 году в Чикаго, штат Иллинойс, в семье Джона Маршалла Уильямса и Элизабет Кэролайн Смит из Эванстона, штат Иллинойс. Она вышла замуж за Чарльза Д. Блейни (1854–1923) 6 сентября 1877 года в Эванстоне, а в 1883 году они переехали на большое ранчо в долине Санта-Клара в Калифорнии.
У них была дочь, Кларисса Батлер Блейни, которая умерла в 1901 году от брюшного тифа в возрасте 17 лет. После смерти дочери Блейни помогли оплатить строительство изолятора в больнице О’Коннор в память о ней.

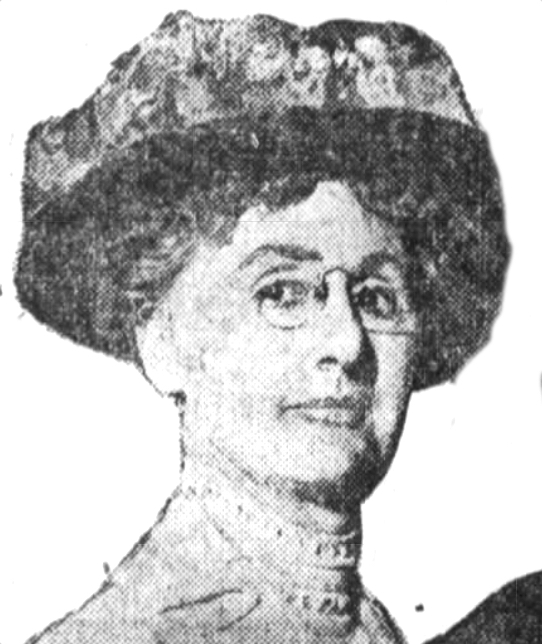
Блейни в 1912 году

Муж Изабеллы занимался недвижимостью и был председателем первой Калифорнийской дорожной комиссии. Умер 24 июля 1923 года.
Изабелла Блейни «много путешествовала, интересовалась зарубежными миссиями и является главным покровителем, если не основателем, больницы в Северном Китае».
Она умерла в Санта-Кларе 9 марта 1933 года в возрасте 80 лет.

## Политика

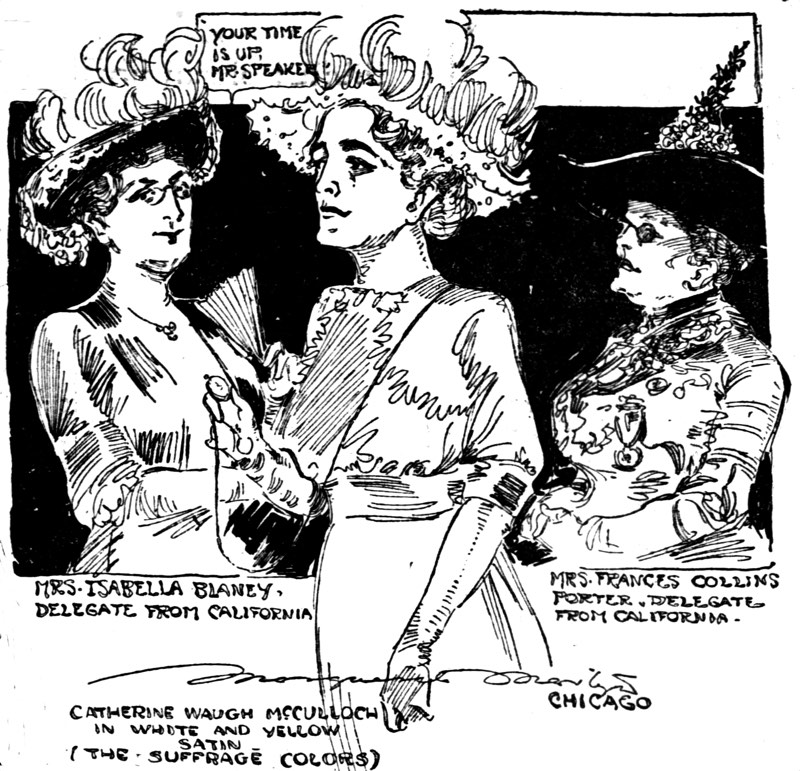
Кэтрин Маккаллох, в центре, в окружении Изабеллы В. Блейни и Фрэнсис Коллинз Портер, обе из Калифорнии, на рисунке 1912 года Маргерит Мартин. Они были одними из первых женщин-делегатов на Республиканском национальном съезде.

Блейни была вице-президентом Клубной женской франчайзинговой лиги. В 1910 году она руководила подомовым опросом и финансировала его в долине Санта-Клара по поводу избирательного права женщин на внеочередных выборах в Калифорнии 10 октября 1911 года. Она была в исполнительном совете Калифорнийской ассоциации равного избирательного права.
В ноябре 1911 года (это было названо «яркой чертой») она была избрана вице-президентом Калифорнийской лиги Лафоллета, честь, оказанная «новому избирателю» (женщинам Калифорнии). Её имя было встречено на учредительном съезде «громкими аплодисментами». Она была «первой женщиной в Калифорнии, получившей пост в партизанской политической организации».
Она перешла к Теодору Рузвельту после того, как сенатор Роберт М. Лафоллет вышел из президентской гонки.
Сообщается, что Блейни и Флоренс Коллинз Портер были первыми женщинами, которые стали делегатами национального политического съезда, но на самом деле эта честь досталась Терезе А. Дженкинс, делегату от республиканцев в 1892 году. На вопрос, каково это быть «первым представителем своего пола, проголосовавшим на национальном съезде», она ответила: «Я просто проголосовала, вот и всё, и в это время не позволяла себе увлечься эмоциями». Она и другие калифорнийцы были обязаны по закону штата голосовать за победителя первичных выборов Теодора Рузвельта. После того, как Рузвельт проиграл кандидатуру Уильяму Говарду Тафту, Блейни стала делегатом съезда Прогрессивной партии, на котором Рузвельт был выдвинут отдельным кандидатом. Блейни и ещё три женщины были избраны женщинами-делегатами для работы в Национальном комитете партии.
Как член Прогрессивной партии, Блейни поддержала Джона М. Эшлемана в его успешной заявке на пост вице-губернатора Калифорнии в 1914 году.

## Резиденции
Какое-то время у Блейни был летний дом в Пасадене. В более поздние годы миссис Блейни часто останавливалась в отеле Fairmont в Сан-Франциско.
Дом Блейни в Саратоге, штат Калифорния, строительство которого на вершине холма стоило 300 000 долларов и в котором располагались театр и бальный зал, привлёк внимание газет, когда он был завершен в 1918 году. Резиденция была местом действия трёх одноактных драм о жизни американских индейцев, написанных Хартли Александром и поставленных Мэрион Крейг Вентворт в августе 1927 года. Вырученные средства от представления были предназначены для Ассоциации защиты американских индейцев Северной и Центральной Калифорнии. В январе 1932 года дому угрожал пожар из-за неисправного дымохода. Считалось, что он обречён из-за отсутствия воды для борьбы с пламенем.

## Память
В 1925 году Блейни профинансировала мемориальный орган в Саратогской федеративной церкви в честь своего покойного мужа.